# Hylopachyiulus pygmaeus
Hylopachyiulus pygmaeus är en mångfotingart som beskrevs av Carl Graf Attems 1904. Hylopachyiulus pygmaeus ingår i släktet Hylopachyiulus och familjen kejsardubbelfotingar. Inga underarter finns listade i Catalogue of Life.